# Stalagim
Stalagim (hebreu: סטאלגים‎, també estrenat en anglès com Stalags: Holocaust and Pornography in Israel) és un documental israelià del 2008 produït per Barak Heymann i dirigit per Ari Libsker. La pel·lícula examina la història de Stalags, llibres de pornografia que presentaven agents femenines sexy nazis que abusaven sexualment de presoners del camp. Els llibres de butxaca van batre rècords de vendes i van vendre centenars de milers de còpies a Israel durant la dècada de 1960 durant el judici a Adolf Eichmann. Després que els autors dels llibres fossin acusats de distribuir pornografia antisemita, la popularitat dels llibres va disminuir. El documental es va estrenar en edició limitada el 9 d'abril de 2008.

## Recepció crítica
El documental va rebre crítiques diverses de la crítica. A partir del 5 de maig de 2008, l'agregador de ressenyes Rotten Tomatoes va informar que el 50% dels crítics van donar crítiques positives a la pel·lícula, basant-se en 12 crítiques. Metacritic va informar que la pel·lícula tenia una puntuació mitjana de 53 sobre 100, basada en 5 ressenyes.